# CD14
مجموعه تمایزی ۱۴ (انگلیسی: Cluster of Differentiation 14) یا به‌اختصار «CD14»، نام یک ژن در انسان است. پروتئین حاصله از این ژن، بخشی از دستگاه ایمنی ذاتی محسوب می‌شود و به دو شکل در بدن انسان دیده می‌شود: یکی متصل به غشاء سلول توسط یک پایهٔ گلیکوزیل‌فسفاتیدیل‌اینوزیتول (mCD14) و دیگری یک فرمِ محلول در آب (sCD14).
پروتئین CD14 نخستین گیرنده شناسایی الگو بود که توصیف شد و در تعامل با «پروتئین متصل‌شونده به لیپوپلی‌ساکارید» است.